# 胡蒂爾達什基夫斯基
49°33′38″N 27°33′39″E / 49.56056°N 27.56083°E
胡蒂爾達什基夫斯基（羅馬化：Khutir Dashkivskyi）是位於烏克蘭西部赫梅利尼茨基州赫梅利尼茨基區舊西尼亞瓦市鎮的的村莊。該村始建於1927年，面積0.27平方公里，海拔高度308米，2001年人口43，人口密度每平方公里159.3人。